# Lijst van nummer 1-albums in de Nederlandse Album Top 100 in 2005
Onderstaande albums stonden in 2005 op nummer 1 in de Nederlandse Album Top 100. De lijst werd samengesteld door Megacharts B.V..
| Nummer | Datum        | Artiest           | Titel                           |
| ------ | ------------ | ----------------- | ------------------------------- |
| 501    | 1 januari    | Anouk             | Hotel New York                  |
|        | 8 januari    | Anouk             | Hotel New York                  |
|        | 15 januari   | Anouk             | Hotel New York                  |
|        | 22 januari   | Anouk             | Hotel New York                  |
| 497    | 29 januari   | Robbie Williams   | Greatest Hits                   |
|        | 5 februari   | Robbie Williams   | Greatest Hits                   |
| 500    | 12 februari  | U2                | How To Dismantle An Atomic Bomb |
|        | 19 februari  | U2                | How To Dismantle An Atomic Bomb |
| 502    | 26 februari  | DI-RECT           | All Systems Go!                 |
| 503    | 5 maart      | Jennifer Lopez    | Rebirth                         |
| 501    | 12 maart     | Anouk             | Hotel New York                  |
|        | 19 maart     | Anouk             | Hotel New York                  |
|        | 26 maart     | Anouk             | Hotel New York                  |
|        | 2 april      | Anouk             | Hotel New York                  |
|        | 9 april      | Anouk             | Hotel New York                  |
| 504    | 16 april     | Guus Meeuwis      | Tien Jaar Levensecht            |
|        | 23 april     | Guus Meeuwis      | Tien Jaar Levensecht            |
| 505    | 30 april     | Bruce Springsteen | Devils & Dust                   |
| 504    | 7 mei        | Guus Meeuwis      | Tien Jaar Levensecht            |
|        | 14 mei       | Guus Meeuwis      | Tien Jaar Levensecht            |
| 506    | 21 mei       | Krezip            | What Are You Waiting For        |
| 507    | 28 mei       | Kane              | Fearless                        |
|        | 4 juni       | Kane              | Fearless                        |
| 508    | 11 juni      | Coldplay          | X&Y                             |
|        | 18 juni      | Coldplay          | X&Y                             |
|        | 25 juni      | Coldplay          | X&Y                             |
|        | 2 juli       | Coldplay          | X&Y                             |
|        | 9 juli       | Coldplay          | X&Y                             |
| 509    | 16 juli      | Il Divo           | Il Divo                         |
| 510    | 23 juli      | Jan Smit          | Jansmit.com                     |
| 509    | 30 juli      | Il Divo           | Il Divo                         |
| 510    | 6 augustus   | Jan Smit          | Jansmit.com                     |
| 509    | 13 augustus  | Il Divo           | Il Divo                         |
| 510    | 20 augustus  | Jan Smit          | Jansmit.com                     |
| 511    | 27 augustus  | Jannes            | Als Het Zonnetje Schijnt        |
| 509    | 3 september  | Il Divo           | Il Divo                         |
| 512    | 10 september | Rolling Stones    | A Bigger Bang                   |
|        | 17 september | Rolling Stones    | A Bigger Bang                   |
| 513    | 24 september | Bon Jovi          | Have A Nice Day                 |
| 514    | 1 oktober    | André Hazes       | Het Complete Hitoverzicht       |
| 515    | 8 oktober    | K3                | Kuma He                         |
| 516    | 15 oktober   | Katie Melua       | Piece By Piece                  |
|        | 22 oktober   | Katie Melua       | Piece By Piece                  |
| 517    | 29 oktober   | Robbie Williams   | Intensive Care                  |
|        | 5 november   | Robbie Williams   | Intensive Care                  |
|        | 12 november  | Robbie Williams   | Intensive Care                  |
| 518    | 19 november  | Madonna           | Confessions On A Dance Floor    |
|        | 26 november  | Madonna           | Confessions On A Dance Floor    |
| 516    | 3 december   | Katie Melua       | Piece By Piece                  |
|        | 10 december  | Katie Melua       | Piece By Piece                  |
|        | 17 december  | Katie Melua       | Piece By Piece                  |
|        | 24 december  | Katie Melua       | Piece By Piece                  |
|        | 31 december  | Katie Melua       | Piece By Piece                  |

Lijsten van nummer 1-albums in de Nederlandse Album Top 100

1969 ·
1970 ·
1971 ·
1972 ·
1973 ·
1974 ·
1975 ·
1976 ·
1977 ·
1978 ·
1979 ·
1980 ·
1981 ·
1982 ·
1983 ·
1984 ·
1985 ·
1986 ·
1987 ·
1988 ·
1989 ·
1990 ·
1991 ·
1992 ·
1993 ·
1994 ·
1995 ·
1996 ·
1997 ·
1998 ·
1999 ·
2000 ·
2001 ·
2002 ·
2003 ·
2004 ·
2005 ·
2006 ·
2007 ·
2008 ·
2009 ·
2010 ·
2011 ·
2012 ·
2013 ·
2014 ·
2015 ·
2016 ·
2017 ·
2018 ·
2019 ·
2020 ·
2021 ·
2022 ·
2023 ·
2024 ·
2025

Lijsten van nummer 1-albums van de Stichting Nederlandse Top 40

1969 ·
1970 ·
1971 ·
1972 ·
1973 ·
1974 ·
1975 ·
1976 ·
1977 ·
1978 ·
1979 ·
1980 ·
1981 ·
1982 ·
1983 ·
1984 ·
1985 ·
1986 ·
1987 ·
1988 ·
1989 ·
1990 ·
1991 ·
1992 ·
1993 ·
1994 ·
1995 ·
1996 ·
1997 ·
1998 ·
1999 ·
2011 ·
2012 ·
2013 ·
2014 ·
2015
- Nederland
- Vlaanderen